# Pädagogische Hochschule Ludwigsburg

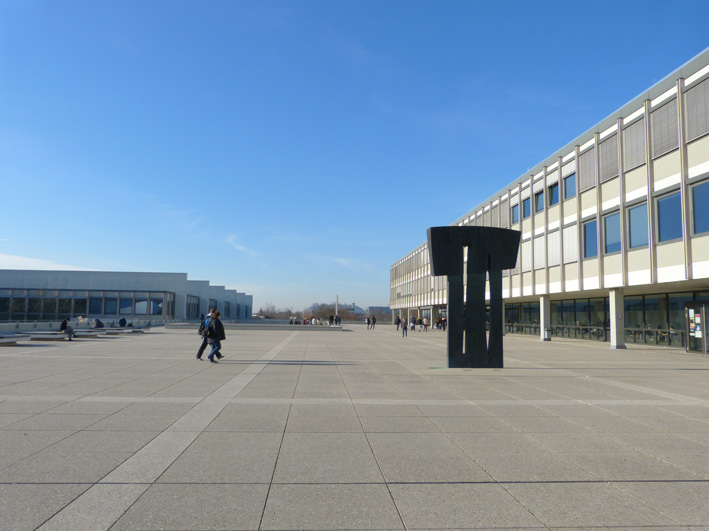
Pädagogische Hochschule Ludwigsburg

Die Pädagogische Hochschule Ludwigsburg ist eine den Universitäten gleichgestellte Hochschule mit Promotions- und Habilitationsrecht in Ludwigsburg.
Das Studienangebot umfasst Bachelorstudiengänge für das Lehramt (Lehramt Grundschulen, Lehramt Sekundarstufe I (Werkreal-, Haupt-, Real- und Gemeinschaftsschule), Europalehramt Sekundarstufe I, Lehramt Sonderpädagogik), außerschulische Bachelorstudiengänge (Kultur- und Medienbildung, Bildung und Erziehung im Kindesalter (Kindheitspädagogik), Bildungswissenschaft) und Masterstudiengänge (Lehramt (Lehramt Grundschulen, Lehramt Sekundarstufe I, Europalehramt Sekundarstufe I, Lehramt Sonderpädagogik), Berufliche Bildung / Ingenieurwissenschaften, Bildungsforschung, Bildungsmanagement (berufsbegleitend), Erwachsenenbildung / Weiterbildung, Bildung und Erziehung im Kindesalter, International Education Management (berufsbegleitend), Kulturelle Bildung, Kulturwissenschaft- und Management, Soziale Arbeit in sonderpädagogischen Handlungsfeldern).
Die Pädagogische Hochschule Ludwigsburg ist eine von sechs Pädagogischen Hochschulen in Baden-Württemberg. Neben dem Hauptstandort in Ludwigsburg mit den Fakultäten I und II hatte die PH Ludwigsburg noch eine Außenstelle in Reutlingen mit der Fakultät III für Sonderpädagogik (nun Fakultät III für Teilhabewissenschaften), die zum Wintersemester 2015/2016 geschlossen und auf den Campus nach Ludwigsburg verlegt wurde.

## Geschichte
Die Pädagogische Hochschule Ludwigsburg ist die Nachfolgeeinrichtung des 1946 eröffneten Pädagogischen Instituts Stuttgart, das 1962 zur Pädagogischen Hochschule erhoben wurde und 1966 in den Neubau nach Ludwigsburg umsiedelte. Von allen sechs pädagogischen Hochschulen des Landes Baden-Württemberg hat die PH Ludwigsburg den bevölkerungsreichsten Einzugsbereich. Bei der Auflösung der Pädagogischen Hochschule Reutlingen im Jahre 1987 ist deren Fachbereich Sonderpädagogik als Außenstelle der PH Ludwigsburg erhalten geblieben. Ab dem 1. Oktober 2015 befindet sich die Fakultät für Sonderpädagogik ebenfalls am Standort Ludwigsburg und heißt Fakultät für Teilhabewissenschaften.
Seit der Novellierung der Hochschulgesetze im Jahr 1995 besitzt die Hochschule neben dem bereits seit längerer Zeit ausgeübten Promotionsrecht (Dr. paed. und Dr. phil.) auch das eigenständige Habilitationsrecht.

## Studiengänge
Bachelor of Arts
- Lehramt Grundschule
- Lehramt Sekundarstufe I
- Europalehramt Sekundarstufe I
- Lehramt Sonderpädagogik
- Bildungswissenschaft
- Bildung und Erziehung im Kindesalter (Kindheitspädagogik)
- Kultur- und Medienbildung

Master of Education
- Lehramt Grundschule
- Lehramt Sekundarstufe I
- Europalehramt Sekundarstufe I
- Lehramt Sonderpädagogik
- Aufbau Lehramt Sonderpädagogik

Master of Arts
- Bildung und Erziehung im Kindesalter
- Erwachsenenbildung / Weiterbildung
- Kulturelle Bildung
- Kulturwissenschaft und -management
- Soziale Arbeit in sonderpädagogischen Handlungsfeldern

Master of Science
- Lehramt Berufliche Bildung / Ingenieurwissenschaften

Master of Arts (berufsbegleitend)
- Bildungsmanagement
- International Education Management

## Fakultäten
Es gibt drei Fakultäten:
Fakultät I: Erziehungs- und Gesellschaftswissenschaften
- Institut für Bildungsmanagement
- Institut für Erziehungswissenschaften
- Institut für Ökonomische Bildung
- Institut für Philosophie
- Institut für Psychologie
- Institut für Sozialwissenschaften
- Institut für Theologie

Fakultät II: Kultur- und Naturwissenschaften
- Institut für Biologie
- Institut für Chemie, Physik und Technik
- Institut für deutsche Sprache und Literatur
- Institut für Englisch
- Institut für Französisch
- Institut für Informatik
- Institut für Kulturmanagement
- Institut für Kunst, Musik und Sport
- Institute für Mathematik

Fakultät III: Teilhabewissenschaften
- Institut für allgemeine Sonderpädagogik
- Institut Sonderpädagogische Förderschwerpunkte

## Persönlichkeiten

### Rektoren
- 1962–1965 Rudolf Schaal
- 1965–1968 Alois Röder
- 1968–1971 Fritz Kehrer
- 1971–1976 Willi Maier
- 1976–1982 Karl Grob
- 1982–1986 Karl-Dieter Klose
- 1986–1990 Gerhard Stephan
- 1990–1994 Hartmut Melenk
- 1994–1998 Siegfried Krauter
- 1998–2008 Hartmut Melenk
- 2008–2022 Martin Fix
- seit 2022 Jörg-U. Keßler

### Hochschullehrer
siehe Kategorie:Hochschullehrer (PH Ludwigsburg)